# 肯塔基号潜艇
肯塔基号潜艇 (SSBN-737)，属于俄亥俄级核潜艇序列，是美国海军中第三艘以肯塔基州之名命名的军舰。
1985年8月13日，位于康涅狄格州格罗顿的通用动力下属公司电船公司获得建造该潜艇的合同；1987年12月18日，建造方开始铺设龙骨。1990年8月11日，拉里·J·霍普金斯夫人主持了该潜艇的下水仪式；该潜艇于1991年7月13日正式服役，迈克尔·G·里格尔和约瑟夫·亨利分别被任命为“蓝色”和“金色”代号轮值船员组的指挥官。
1998年3月19日，肯塔基号潜艇在纽约长岛与圣胡安号潜艇相撞。肯塔基号潜艇的舵在此事故中受损；圣胡安号潜艇的前沉浮箱出现裂口，但是仍然能够浮出水面并返回港口。在该事故中没有人员伤亡。事故发生之时，两艘潜艇正在进行部署前的联合训练演习。
2023年7月19日，韩国总统尹锡悦登上靠泊在釜山港的肯塔基号潜艇并视察了潜艇内部。